# Andrew Gold
Andrew Gold (Burbank (Californië), 2 augustus 1951 – Los Angeles, 3 juni 2011) was een Amerikaans zanger. Hij was actief als studiomuzikant en had in de jaren 70 enkele internationale hits. Samen met Graham Gouldman van 10cc vormde Gold in de jaren 80 de band Wax.

## Loopbaan
Gold leerde in zijn jeugd piano, drums en gitaar spelen. Hij was vanaf de jaren 70 actief als studiomuzikant, liedjesschrijver en muziekproducent. Hij maakte van 1969 tot 1971 deel uit van de Californische band Bryndle, waarvan in 1970 de single Woke up this morning verscheen. Daarna formeerde hij The Rangers, een initiatief dat net als Bryndle weinig succes kende. Van 1973 tot 1977 werkte Gold veel samen met zangeres Linda Ronstadt. Gold maakte deel uit van haar band en speelde diverse instrumenten op de in deze periode verschenen albums van Ronstadt.
Vanaf 1975 werkte hij aan een solocarrière. Hij bracht verschillende albums uit en scoorde internationale hits met de singles Lonely Boy en Never Let Her Slip Away. De single Thank You for Being a Friend uit 1978 werd later in de uitvoering van zangeres Cynthia Fee de titelsong voor de comedyserie The Golden Girls. Aan het album All This And Heaven Too (1978) werd onder andere meegewerkt door de muzikanten Jeff Porcaro en Leland Sklar en achtergrondzangeres Jennifer Warnes. Naast zijn sololoopbaan bleef Gold samenwerken met andere artiesten. Hij was onder andere te horen op platen van Art Garfunkel, Céline Dion, 10cc, James Taylor, Jackson Browne, Don Henley, Diana Ross, Cher en Ringo Starr en toerde samen met de Eagles.
In 1981 werd Gold door Graham Gouldman en Eric Stewart uitgenodigd om deel uit te gaan maken van 10cc. Door zakelijke verplichtingen kon hij hier niet op ingaan. Vanaf 1983 vormde hij samen met Gouldman een nieuwe band. Onder de namen World in Action en Common Knowledge had deze samenwerking nog weinig succes, maar als Wax scoorden Gouldman en Gold in 1986 hits met Right Between the Eyes en Bridge to your heart. Wax hield in 1989 op te bestaan.
Vanaf 1990 was Gold opnieuw actief als lid van de band Bryndle. Hij had een eigen platenlabel en werkte onder andere mee aan het album ...Meanwhile van 10cc. Onder het pseudoniem van de fictieve groep The Fraternal Order Of The All bracht Gold in 1996 het album Greetings from Planet Love uit; een soort van hommage aan groepen als The Beatles, The Byrds en The Beach Boys. Gold droeg verder bij aan diverse soundtracks van films en televisieseries en schreef muziek voor commercials. Hij zong The Final Frontier, de door Don Was en Paul Reiser geschreven titelsong van de televisieserie Mad About You.

## Privéleven
Andrew Gold is de zoon van componist Ernest Gold (winnaar van een Oscar voor de muziek van de film Exodus) en zangeres Marni Nixon (de zangstem van Natalie Wood in West Side Story, van Deborah Kerr in The King and I en die van Audrey Hepburn in My Fair Lady).

## Overlijden
Andrew Gold overleed in 2011 op 59-jarige leeftijd aan een hartstilstand.

## Discografie (solo)

### Albums
- Andrew Gold (1975)
- What's Wrong With This Picture (1976)
- All This And Heaven Too (1978)
- Whirlwind (1979)
- ...Since 1951 (1996)
- Thank You For Being A Friend (Compilatie, 1997)
- The Spence Manor Suite (2000)
- Intermission (2002)
- Copy Cat (2008)

### Singles
- Heartaches in Heartaches (1975)
- Do Wah Diddy (1976)
- One Of Them Is Me (1976)
- Stay (1976)
- That's Why I Love You (1976)
- Lonely Boy (1977)
- How Can This Be Love (1978)
- I'm On My Way (1978)
- Thank You for Being a Friend (1978)
- Never Let Her Slip Away (1978)

### NPO Radio 2 Top 2000
| Nummers met noteringen in de NPO Radio 2 Top 2000 | '99  | '00  | '01 | '02  | '03  | '04  | '05  | '06  | '07  | '08  | '09 | '10  | '11  | '12  | '13  | '14  |
| ------------------------------------------------- | ---- | ---- | --- | ---- | ---- | ---- | ---- | ---- | ---- | ---- | --- | ---- | ---- | ---- | ---- | ---- |
| Lonely Boy                                        | 953  | 676  | 412 | 597  | 965  | 973  | 1050 | 1350 | 1403 | 1109 | -   | 1822 | 1473 | 1943 | 1981 | 1818 |
| Never Let Her Slip Away                           | 1147 | 1114 | 743 | 730  | 1430 | 1471 | 1292 | 1571 | 1533 | 1395 | -   | 1966 | -    | -    | -    | -    |
| Thank You for Being a Friend                      | 1623 | -    | -   | 1703 | -    | -    | -    | -    | -    | -    | -   | -    | -    | -    | -    | -    |

1. ↑  Een '-' betekent dat het nummer niet was genoteerd en een vetgedrukt getal geeft de hoogste notering van een nummer aan.
2. ↑  Deze tabel is bijgewerkt tot en met de laatste editie (2024).

- Biblioteca Nacional de España: XX1567377
- Bibliothèque nationale de France: cb148230843 (data)
- Gemeinsame Normdatei: 134387155
- International Standard Name Identifier: 0000 0001 2024 6313
- Library of Congress Control Number: n78027097
- MusicBrainz: 10876f5a-9ac7-49c7-a2b6-46a3f1ac3523
- Nationale Bibliotheek van Tsjechië: xx0132245
- Nationale Bibliotheek van Israël: 987008913693505171
- Nederlandse Thesaurus van Auteursnamen: 263287882
- Système universitaire de documentation: 160173078
- Virtual International Authority File: 42028714